# 红鳞耳蕨
红鳞耳蕨（学名：Polystichum rufopaleaceum），为鳞毛蕨科耳蕨属下的一个植物种。